# Cristina Fernández de Kirchner
Cristina Elisabet Fernández de Kirchner, zkráceně Cristina Fernández de Kirchner (* 19. února 1953 La Plata), je bývalá argentinská prezidentka. V letech 2005–2007 působila jako senátorka za provincii Buenos Aires. V době úřadování svého manžela Néstora Kirchnera jako prezidenta (v letech 2003–2007) byla argentinskou první dámou. V roce 2007 byla sama zvolena prezidentkou Argentinské republiky. 10. prosince 2019 složila přísahu a stala se viceprezidentkou Argentiny ve vládě prezidenta Alberta Fernándeze.

## Život
Dne 9. března 1975 se Cristina Fernández provdala za svého spolužáka ze studií Néstora Kirchnera, pozdějšího podnikatele a politika. Mají spolu dvě děti. V roce 1979 dokončila studium práv a sociálních věd na Národní univerzitě La Plata.
Její manžel zemřel 27. října 2010.

## Politická dráha
Na jaře 2007 prezident Kirchner oznámil, že nemá v úmyslu kandidovat na znovuzvolení prezidentem, ačkoliv podle průzkumů veřejného mínění měl jednoznačnou podporu voličů. V červenci 2007 vedoucí kanceláře prezidenta Alberto Fernández oficiálně oznámil, že kandidátkou Fronty za vítězství bude Cristina Fernández de Kirchner, která zahájila volební kampaň 19. července 2007.
Ve volbách konaných 28. října 2007 zvítězila Cristina Kirchner již v prvním kole se ziskem 44,9 %, kdežto její hlavní soupeřka Elisa Carrió obdržela necelých 23 % hlasů. Třetí místo s 16,9 % obsadil ekonom a bývalý ministr hospodářství Roberto Lavagna.
Dne 14. listopadu 2007 oznámila Cristina Kirchner složení své vlády. Sedm z 12 ministrů už zaujímalo své funkce ve vládě jejího manžela, mj. ministryně sociálního rozvoje Alicia Kirchner, sestra Néstora Kirchnera. Cristina Kirchner se oficiálně ujala funkce prezidenta 10. prosince 2007 na čtyři roky. Je to druhá žena v této funkci (po Isabel Martínez de Perón), ale první zvolená ve všeobecných volbách.
23. října 2011 byla Cristina Kirchner 54 % hlasů znovuzvolena do úřadu prezidenta Argentinské republiky. 10. prosince 2011 složila slib pro své druhé volební období.
27. prosince 2011 vydala tisková kancelář prezidentky prohlášení, podle kterého Cristina Kirchner trpí rakovinou štítné žlázy. Nádor byl objeven 22. prosince při běžné preventivní prohlídce. Po následné operaci se ukázalo, že prezidentka ve skutečnosti rakovinou netrpí. Vzhledem k chirurgickému zákroku a následné rekonvalescenci nevykonávala od 4. ledna 2012 do 25. ledna 2012 úřad prezidenta. V úřadu ji v souladu s ústavou zastupoval viceprezident Amado Boudou. Od 8. října 2013 do 18. listopadu 2013 podstoupila operaci mozku, takže svůj úřad nevykonávala ze zdravotních důvodů a v úřadu ji opět zastupoval viceprezident Amado Boudou.
Počátkem roku 2015 žalobce Alberto Nisman Cristinu Kirchner obvinil z krytí pachatelů teroristického útoku v Buenos Aires v roce 1994. Dne 14. ledna uvedl, že požádal soudce, aby zahájil vyšetřování prezidentky a ministra zahraničí Héctora Timermana. Podle Nismana totiž tito politici v roce 2013 uzavřeli tajnou dohodu s Íránem. Jejím smyslem bylo očistit sedm podezřelých a ututlat podíl íránské vlády, což by oběma zemím umožnilo zahájit jednání o dodávkách ropy za obilí. „Prezidentka a ministr zahraničí učinili zločinná rozhodnutí, aby vykonstruovali nevinu Íránu, a mohli tak ukojit obchodní, politické a geopolitické zájmy,“ uvedl Nisman. Argentinská vláda jeho tvrzení označila za absurdní a směšné. Dne 18. ledna 2015 – tedy den předtím, než měl vysvětlit svá obvinění a předložit důkazy – byl nalezen mrtev.
Dne 10. prosince 2015 ji v prezidentském úřadu nahradil Mauricio Macri.

## Pokus o atentát
Dne 1. září 2022 v podvečer byl na Cristinu Kirchner spáchán pokus o atentát. K činu došlo před jejím bydlištěm ve čtvrti Recoleta v Buenos Aires. Zadrženým pachatelem je Fernando Andrés Sabag Montiel, Brazilec ve věku 35 let, s dlouhodobým pobytem v Argentinské republice. Motivy zadrženého a okolnosti jeho činu jsou předmětem vyšetřování Federální policie a soudkyně Maríe Eugenie Capuchettiové.

## Vyznamenání
- velkokříž s řetězem Řádu Isabely Katolické – Španělsko, 6. února 2009[6][7]
- velkokříž s diamanty Řádu peruánského slunce – Peru, 22. března 2010[8]
- velkokříž s řetězem Řádu Jižního kříže – Brazílie, 17. července 2015[9]
- Hvězda Palestiny – Palestina, 12. srpna 2015[10]